# 매직 쿠키 하우스
매직 쿠키 하우스(Magic Cookie House)는 대한민국 경기도 용인시 처인구 포곡읍 전대리에 위치한 에버랜드의 매직랜드에 있는 어트랙션이다. 과거 이 자리에 있던 정글마우스는 1988년 3월 운영종료 및 4월 철거, 1995년 6월 23일 그 자리에 오즈의 성이 운영됐으나 2014년 11월 5일 그 오즈의 성마저 5살 남자아이의 손가락 절단 사고를 일으키고 결국 철거되고 2015년 10월 9일 그 자리에 매직 쿠키 하우스가 오픈한 것이다. 과자와 사탕으로 꾸며진 놀이터가 있다.

## 동선
창의력과 상상력, 도전 정신을 키울 수 있는 동화 속 과자집, 사탕, 과자 콘셉트의 체험 놀이터가 있다.